# Regnskog

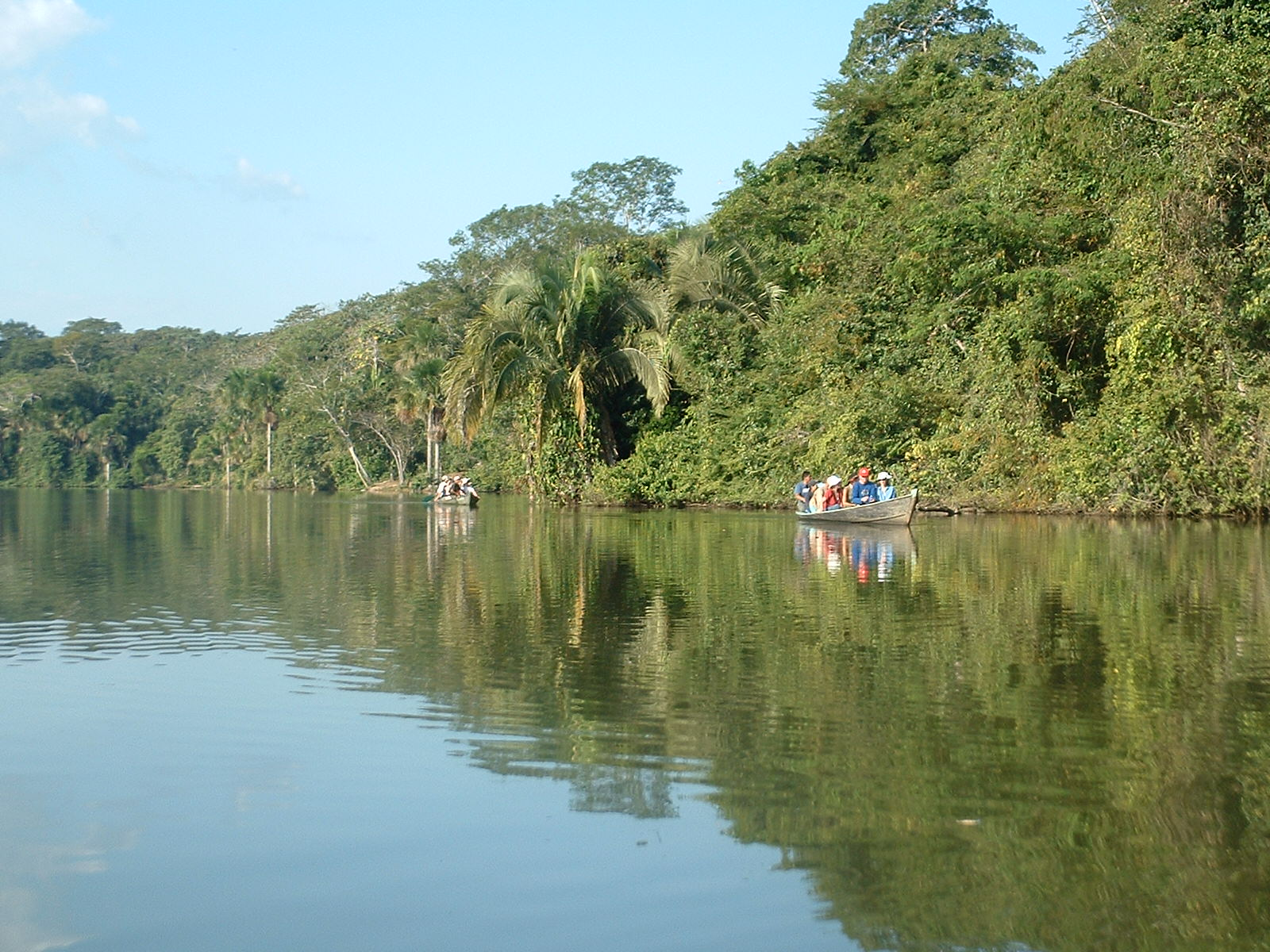
Flod vid Amazonas regnskog.

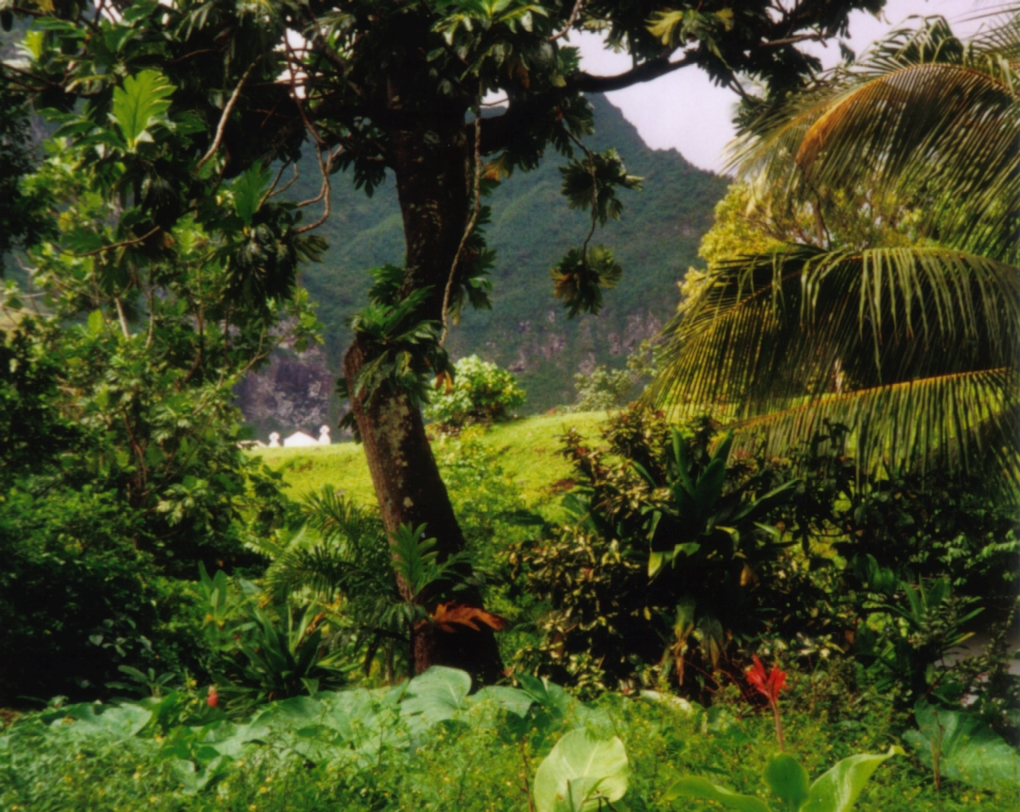
Regnskog på Marquesasöarna, Franska Polynesien.

Regnskog är skog med hög årlig nederbörd, åtminstone 1500 millimeter, utspridd över minst nio månader av året. Tropisk regnskog är den man oftast benämner regnskog. Tempererad regnskog finns i vissa tempererade områden med fuktiga västvindar som till exempel Nordamerikas nordvästra kust, södra Chile, Australiens sydöstra kust och Nya Zeeland. 
Regnskogen är mycket artrik, på både växter och djur. Den tropiska regnskogen, som utgör ungefär sju procent av jordens landyta, innehåller hälften av alla växt- och djurarter. Det beräknas också att det fortfarande finns flera miljoner arter av växter, insekter och mikroorganismer som ännu är oupptäckta.
Regnskogarna på jorden ligger som ett sporadiskt, brett bälte kring ekvatorn. De finns främst i norra halvan av Sydamerika, Centralafrika samt Sydostasien. De minskar dock hela tiden i storlek på grund av människans skövling. Varje år avverkas ca 150 000 kvadratkilometer regnskog.
Regnskogen täckte en gång i historien 14 procent av jordens yta, men på grund av människans skövling täcker regnskogen nu bara drygt 6 procent av ytan.

## Typer

Generell spridning av tropisk och subtropisk regnskog.

Generell spridning av tempererad regnskog.

### Tropisk regnskog
Tropisk regnskog är en naturtyp som förekommer i tropikerna, det vill säga området kring ekvatorn, mellan Kräftans vändkrets och Stenbockens vändkrets. Tropiskt regnskogsklimat kännetecknas av att nederbörden är jämnt fördelad över året, till skillnad från tropiskt monsunklimat med dess årliga regnperioder. Vattnets kretslopp är snabbt i tropisk regnskog, i stort sett omsätts vattnet i atmosfären på en dag. På förmiddagen avdunstar stora vattenmängder som återbördas på eftermiddagen i form av regn. Årets medeltemperatur ligger över 18 grader Celsius. Årstidernas växlingar är inte märkbara.
Träden växer tätt, är höga och har stora kronor som bildar som ett tak över marken. Vid marken är växtligheten relativt gles. Marken som är ofruktbar, nås bara av ljus på de få platser där kronorna inte berör varandra. På marken är det vindstilla med en lukt av mögel och förruttnelse. Vinden påverkar endast trädkronorna. Tropisk regnskog finns mestadels i mellersta Afrika, norra Sydamerika samt sydöstra Asien. 

### Subtropisk regnskog
En subtropisk regnskog är en regnskog med varierande klimat och mindre fuktighet än i den tropiska regnskogen. Sådana skogar uppstår där nederbörden är lägre och mer ojämnt fördelad än vad den är längs ekvatorn på grund av den lägre värmen och avdunstningen. Klimatet växlar mellan varma regnperioder och korta kalla torrperioder. Även skogarnas fauna och flora skiljer sig ifrån den tropiska regnskogen. De subtropiska regnskogarna finns mest på den asiatiska kontinenten.

### Tempererad regnskog
Tempererad regnskog finns i tempererat klimat, bland annat på Nordamerikas nordvästkust i Olympic nationalpark, i Chile, i Norge, på Brittiska öarna, Spaniens norra kust, Australiens sydöst kust, över hela Nya Zeeland, i stora delar av Östasien samt delar av Västasien. I Alaska finns världens äldsta tempererade regnskogar.

## Regnskogens skikt
Regnskogen kan delas in i fyra olika skikt, eller nivåer, med olika växter och djur i varje skikt. 

### Högsta skiktet
Denna nivå består av få, mycket höga träd som sträcker sig över det övriga lövvalvet, upp till  45-55 m, även om det finns vissa få arter som kan växa sig 70 m eller 80 m höga.  De måste kunna klara höga temperaturer och kraftiga vindar. Örnar, fjärilar, fladdermöss och vissa apor lever på denna nivå.

### Krontaket

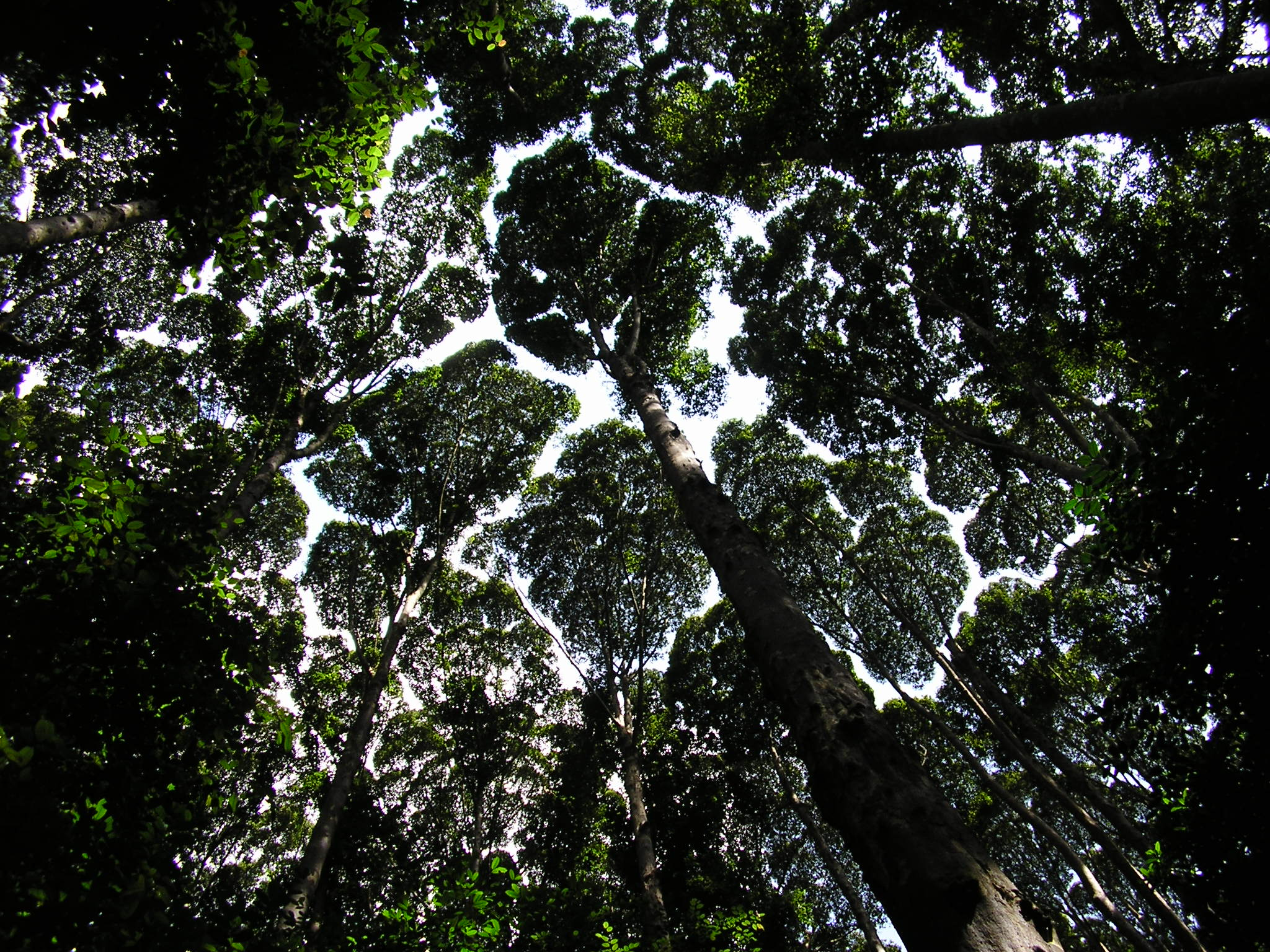
Krontaket vid Forest Research Institute Malaysia.

Krontaket innehåller majoriteten av skogens större träd, oftast runt 30-45 meter långa. I detta lager finns den största biologiska mångfalden. En tänkbar förklaring till det är att de söker ljuset i trädtopparna.

### Mellanskiktet
Det finns ett utrymme mellan krontaket och regnskogens golv, som oftast benämns mellanskiktet. Där finns ett stort antal fåglar, ormar och ödlor, såväl som rovdjur som jaguarer, boaormar och leoparder. Löven på denna nivå är mycket större än vanligt, och det finns ett överflöd av insekter. Många växter som växter i mellanlagret återfinns även i det undre lagret. Till det undre lagret når endast fem procent av solljuset.

### Marken
Denna del får bara två procent av regnskogens solljus, och är följaktligen endast bebodd av speciella skugganpassade växter. Förutom vid flodbanker, träsk och gläntor med tät undervegetation så är regnskogens mark relativt obeväxt, då mängden solljus som tränger ned dit är så pass begränsad. På marken återfinns också förruttnande växt- och djurkroppar samt avföring, som försvinner fort av den fuktiga värmen. Det finns även många former av svampar som bryter ner organiskt material.

## Flora och fauna
Mer än hälften av världens arter av växter och djur finns i regnskogen. Nya arter hittas fortfarande i regnskogar, där man exempelvis hittat 742 nya arter i Afrikas regnskogar det senaste decenniet.
I jämförelse med andra delar av världen är en stor andel av däggdjuren flygande eller klättrande, där till exempel fladdermöss, primater, och kattdjur utgör viktiga grupper. Reptiler inkluderar ormar, sköldpaddor, kameleonter medan fåglar inkluderar exempelvis åtskilliga papegojor, tukaner, näshornsfåglar och kolibrier.  Mångfalden minskar främst på grund av avskogning.

## Avskogning

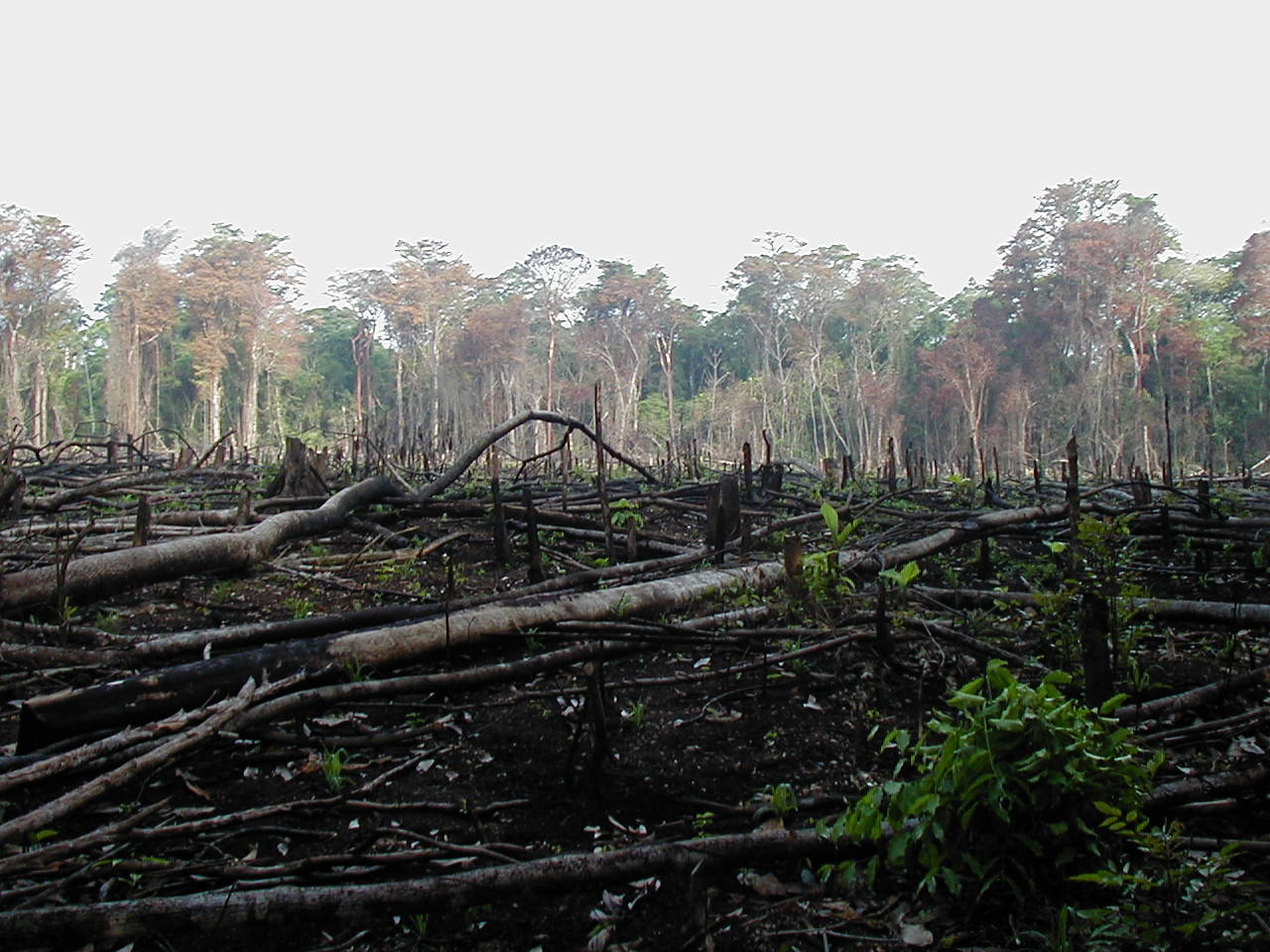
Regnskog i södra Mexiko som bränts för att bereda plats åt jordbruk.

Tropisk och tempererad regnskog har under hela 1900-talet varit utsatt för omfattande avverkning och röjts undan för att bereda plats för jordbruk. Området i världen som täcks av regnskog krymper. Biologer har uppskattat att ett mycket stort antal arter håller på att utrotas (möjligen fler än 50 000 om året). E. O. Wilson från Harvard University säger att med den hastigheten skulle en fjärdedel eller fler av alla arter på jorden kunna vara utrotade inom 50 år, eftersom habitat försvinner på grund av förstörelsen av regnskog.
Skogarna förstörs i snabb takt.. Nästan 90 procent av Västafrikas regnskogar har förstörts. Sedan människornas ankomst för 2000 år sedan har Madagaskar förlorat två tredjedelar av sin ursprungliga regnskog. Med nuvarande hastighet kommer Indonesiens tropiska regnskog att ha avverkats inom 10 år och Papua Nya Guineas på 13 till 16 år
Flera länder, bland annat Brasilien, har slagit fast att deras avskogning är en nationell kris. Avverkningen i Amazonas ökade kraftigt med 69 procent 2008 jämfört med 2007 års 12 månader enligt officiella regeringsdata Avskogning skulle kunna utplåna eller allvarligt skada nästan 60 procent av Amazonas regnskog 2030 enligt en ny rapport från WWF.
Nya möjligheter för att man skulle kunna rädda regnskogen har börjat upptäckas enligt en rapport i september 2009. I Brasilien har miljöministern Carlos Minc meddelat att takten i skövlingen av Amazonas minskat med 46 procent det senaste året. Det innebär den lägsta avverkningsnivån sedan landet började föra årlig statistik för 21 år sedan. Fast inte bara Brasilien har minskat skövlingen. Även som helhet bromsas förlusterna av skog. Den årliga minskningen är nu under två promille. Skogsavverkningen minskar i ett land i takt med att det blir rikare och mer industrialiserat. Därför finns det undantag i en grupp länder där skogsavverkningen blivit så lönsam att den är en viktig del i välståndsutvecklingen. Nya mål är inte bara att sluta avverka skog, utan också i att sköta skogen långsiktigt, vilket sker i större skala. Fler poliser vaktar regnskogen och stryper den illegala avverkningen.

### Avverkningens effekter
Den stora avverkningen av regnskogar kan påverka jordens klimat på olika sätt. Regnskogen fungerar som en värmeregulator. Regnskogen transporterar värme från ekvatorn till jordens subtropiska områden, vilket gör att det blir svalare längs ekvatorn.
Regnskogen gör även att stora vattenmängder omsätts och ger nederbörd. Man kan säga att regnskogen till stor del alstrar sitt eget vattentillskott. En minskad regnskog leder  till minskande nederbördsmängder, vilket i sin tur kan påverka "värmeregulatorn" och vindarna. Detta kan därefter påverka vattenströmmarna vilket leder till klimatförändringar över hela jordklotet.
En utbredd missuppfattning är att regnskogarna är världens största syreproducenter eftersom de omvandlar stora mängder koldioxid till syre. I verkligheten är regnskogens upptag och avgivande av syre ungefär i balans. Vid omvandling av koldioxid till syre bildas ett överskott av kol i organismen. Om detta fortgår bildas avlagringar av dött organiskt material som sakta omvandlas till petroleum eller kolsten. Så sker inte i regnskogen; dess jordmån är påfallande fattig på humus. En betydande mängd kol finns bunden i de fungerande organismerna, framför allt i trädstammarna. Men denna mängd är i stort sett konstant.

## Folkslag som lever i regnskog
Den 18 januari 2007 rapporterade den brasilianska indianfonden Fundação Nacional do Índio att de hade bekräftat existensen av 67 olika isolerade folkslag i Brasilien, jämfört med 40 år 2005. Med detta tillägg tog Brasilien över rollen från ön Nya Guinea som det land som har det största antalet isolerade stammar. Provinsen Irian Jaya på ön Nya Guinea är hem för ungefär 44 isolerade folkslag. Många av de isolerade folkslagen i Brasilien lever i Amazonas regnskog. På ön Nya Guinea, som till stora delar har en oländig terräng, lever också många av de isolerade folkslagen i regnskogsområden.
Den centralafrikanska regnskogen är hem för Mbutipygméerna, en av jägar- och samlarfolken som lever vid ekvatorns regnskogar, utmärker sig genom deras korta kroppslängd (under en och en halv meter i genomsnitt). De har studerats av Colin Turnbull, The Forest People, 1962. Pygméer som lever i sydostasien kallas "negriter".